# Hambacher Mühle (Neustadt)
Die Hambacher Mühle ist eine Mühle für Getreide, die sich mittlerweile auf Roggen spezialisiert hat, auf der Gemarkung des Ortsbezirks Hambach der kreisfreien Stadt Neustadt an der Weinstraße (Rheinland-Pfalz).

## Geographie

### Lage
Die Hambacher Mühle liegt auf einer Höhe von 156 m ü. NHN am Fuße der Haardt in der Vorderpfalz, 3 km südlich der Kernstadt von Neustadt an der Weinstraße und 800 m östlich von Hambach.

### Verkehrsanbindung
Von der Autobahn 65 (Ludwigshafen–Karlsruhe), Anschlussstelle 13 Neustadt-Süd, aus ist die Mühle über die Bundesstraße 39 Speyer–Neustadt und die Landesstraße 516 nach 4,5 km zu erreichen.

## Geschichte

### Errichtung

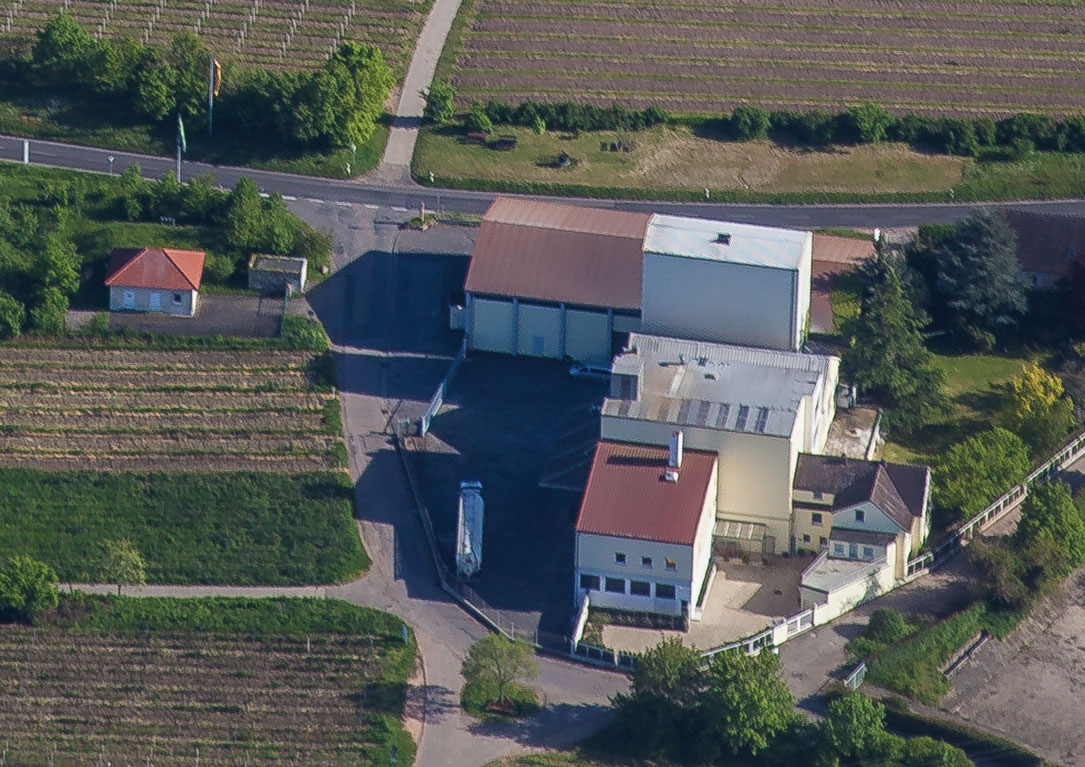
Hambacher Mühle, Luftansicht

Die Getreideernte war in Anfangsjahren des 20. Jahrhunderts für die Hambacher Landwirte immer eine mühevolle Arbeit. Zu der Ernte kam noch der für die damaligen Verhältnisse weite Weg mit langsamen Kuh- oder Pferdefuhrwerken zur nächsten Dreschmaschine nach Lachen oder Speyerdorf hinzu.
Als im Frühjahr 1917 bekannt wurde, dass das Weingut Eugen Lederle in Hambach nach Aufgabe des Weinbaus versteigert werden solle, bildeten mehrere Hambacher Bauern eine Genossenschaft, die als Dreschgenossenschaft fungieren sollte. Ein Weinbergsgrundstück des Weinguts Lederle schien der ideale Platz für das geplante Vorhaben zu sein. Über 100 Bauern und Winzer waren bereit, Mitglied der Genossenschaft zu werden.
Zunächst war geplant, auf dem Grundstück eine Halle zu errichten, um eine Dreschmaschine mit Strohpresse unterzustellen. Der Vorstand der Dreschgenossenschaft unter dem 1. Vorsitzenden Lorenz Brettinger ersteigerte das Grundstück, das gerodet wurde. Das Holz für die Halle stellte die Gemeinde Hambach kostenlos zur Verfügung; es musste allerdings von der Dreschgenossenschaft aus dem Wald (Hirschtal) geholt und zur Sägmühle Johannes Kriegshäuser nach Neustadt gebracht werden. Da auch in Hambach alle Pferde für den Ersten Weltkrieg beschlagnahmt waren, lieh die Genossenschaft sieben oder acht Tiere bei einer Militäreinheit in Germersheim, die der damals 17-jährige Michael Gutting abholte. Das Bauholz wurde transportiert und zugeschnitten, die Halle wurde von der Firma Fillibeck aus Hambach errichtet.
Nach Erwerb einer Dreschmaschine konnte schon das Getreide des Jahres 1917 in Hambach gedroschen werden. Um den Transport zur nächsten Mühle zu sparen, wurde dem Dreschbetrieb noch eine kleine Mühle angegliedert. Sie verfügte zumindest in den Anfangsjahren über ein Mühlrad; angetrieben wurde es durch das Wasser des gut 3 km langen Pfuhlwiesengrabens, der unterhalb des Hambacher Schlosses entspringt und vor der Mühle zu einem Woog angestaut wurde. Dieser dient heute als Rückhaltebecken für außergewöhnliche Regenfälle.

### Niedergang
In der schwierigen Zeit nach dem Ersten Weltkrieg, die auch geprägt war von der Inflation, ging die Wirtschaftlichkeit des Dresch- und Mühlenbetriebs stetig zurück. Zudem wurde öfters in der Mühle eingebrochen und das zur Abholung stehende Mehl entwendet. So wurde beschlossen, die Mühle und die Drescherei zu verkaufen.
Das Unternehmen wurde zum Verkauf ausgeschrieben mit der Auflage, dass der Betrieb in der jetzigen Form weitergeführt werden müsse. Im Mai 1923, während der Inflationszeit, wurde das Anwesen von den Gebrüdern Gutting für 350 Millionen Mark erworben und wechselte anschließend noch zweimal den Eigentümer.
Im Jahr 1927 erwarben die Eheleute Michael und Margarete Gutting den Betrieb, der ab diesem Zeitpunkt als Produktionsstätte sowie Firma den Namen „Hambacher Mühle“ führte. In der folgenden Zeit wurde die Mühle nach und nach ausgebaut, da die vorhandene Technik nicht mehr den Anforderungen genügte. Im Gegensatz zu anderen Mühlen, die meistens durch die Wasserkraft eines Gewässers angetrieben wurden, war der Mühlenbetrieb immer von elektrischer Energie abhängig. Die Hambacher Mühle liegt zwar an einem kleinen Bachlauf, dem Pfuhlwiesengraben; dieser führt aber für die erforderliche Antriebskraft viel zu wenig Wasser.
Im Jahre 1936 wurden durch Kontingentierungen enge Produktionsgrenzen vorgegeben. Demnach durfte die Menge der Vermahlung künftig nicht über die Gesamtjahresmenge des Jahres 1936 hinausgehen. Erweiterungen und Modernisierungen waren somit nicht möglich oder sinnlos. Der folgende Zweite Weltkrieg trug noch dazu bei, dass keine betrieblichen Investitionen durchgeführt wurden.
Zwar wurden die gesetzlichen Vorgaben bezüglich der Vermahlung in der Nachkriegszeit wieder aufgehoben, allerdings entstand gleichzeitig ein harter Wettbewerb unter den Mühlenbetrieben. Denn die im Krieg zerstörten Großmühlen wurden wieder aufgebaut und in Betrieb genommen, andererseits ging der Brotverbrauch in den Jahren 1950 bis 1980 um nahezu die Hälfte zurück. Die Zahl der Mühlen in Deutschland sank von ehemals etwa 15.000 Mühlen im Jahr 1950 auf etwa 500 im Jahr 1990.

### Neuere Entwicklung

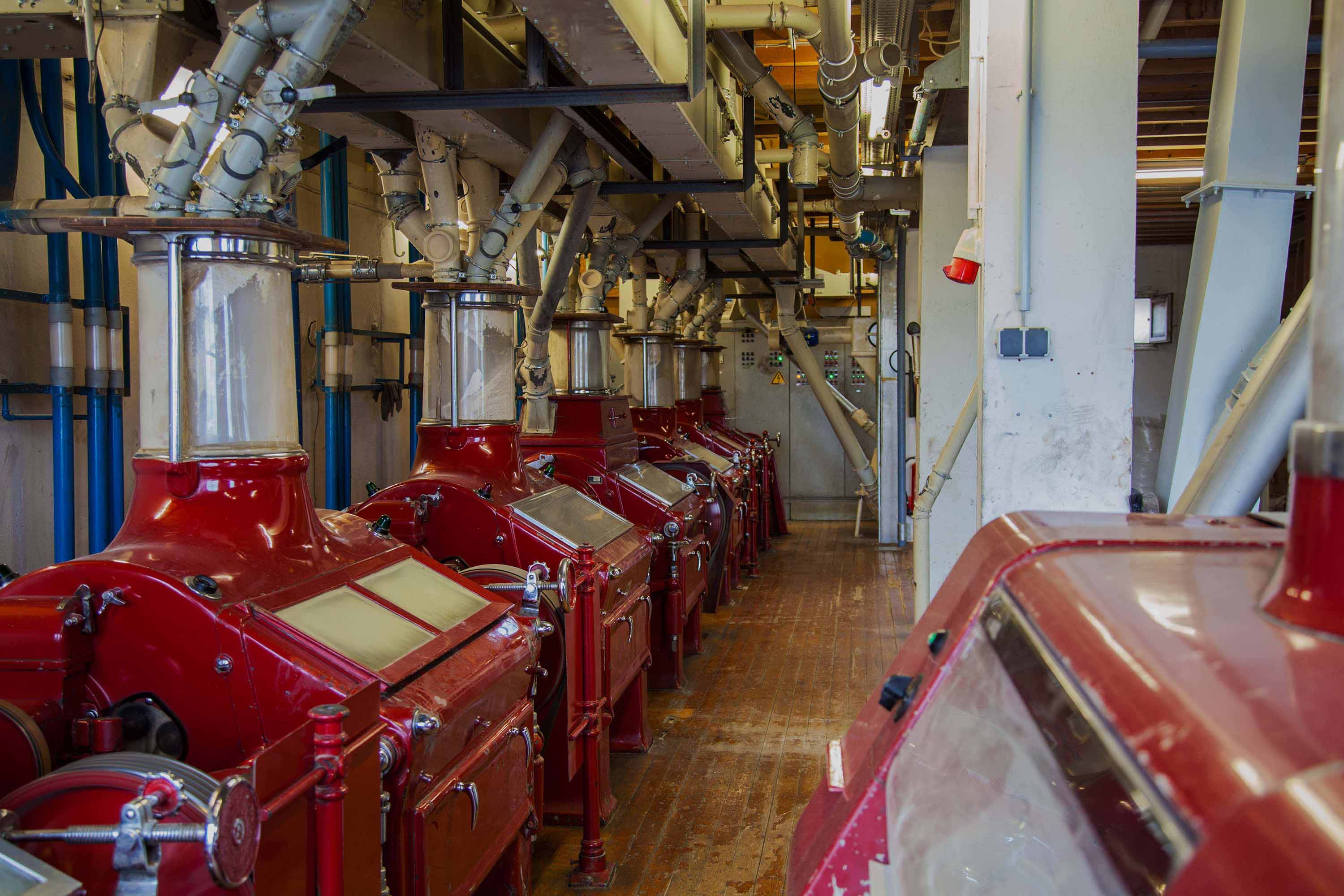
Mahlstühle in der Hambacher Mühle

Trotz der Schwierigkeiten konnte sich die Hambacher Mühle gut entwickeln. Ende der 1950er Jahre wurde der Dreschbetrieb aufgegeben, weil die Zeit der Mähdrescher angebrochen war und die Dreschmaschinen ausgemustert wurden.
Gegen Ende der 1960er Jahre wurde auf reine Roggenvermahlung umgestellt. Bedingt durch die sehr guten klimatischen Bedingungen in der Vorderpfalz und in Rheinhessen wird hier bei dem Anbau von Roggen eine besonders gute Qualität erzeugt.
Die Mühle wurde 1972 von Michael Gutting an seinen Sohn Werner übergeben, der in der Folge umfangreiche technische Neuerungen durchführte. Am 17. Juli 1973 vernichtete ein Großbrand einen beträchtlichen Teil der Mühle. Im Spätjahr 1973 konnte der Mühlenbetrieb, zunächst provisorisch, wieder aufgenommen werden.
Die Tagesleistung der Hambacher Mühle liegt bei etwa 90 bis 100 Tonnen pro Tag. Etwa 5000 Tonnen Getreide können gelagert werden, in den Verladesilos ist Platz für etwa 300 Tonnen Roggenmehl und etwa 40 Tonnen Mühlennachprodukte. Die Produktion wird vollautomatisch durchgeführt. Das Hauptabsatzgebiet liegt im Wesentlichen im süd- und südwestdeutschen Raum.
Anfang 2000 wurde nach 83 Jahren „Hambacher Mühle“ als Firmenname aufgegeben, als Produktionsstätte blieb die Mühle jedoch weiterhin erhalten. Sie ist von der Rheintal Mühlen GmbH angemietet, die in der nordbadischen Stadt Stutensee ansässig ist. Die Produktion von Roggenmehl wird fortgeführt, die Vermarktung erfolgt unter dem Namen „Rheintal Mühlen GmbH“. Die Rheintal Mühlen GmbH wiederum ist eine Tochtergesellschaft der Bindewald und Gutting Verwaltungs-GmbH, eine Gruppe mittelständischer Mühlenbetriebe, zu deren Gesellschaftern die Familie Gutting, die früheren Betreiber der Hambacher Mühle, gehören.